# SciSys
SciSys PLC è una compagnia europea di software e telecomunicazioni avente sede nel Regno Unito.
SciSys è stata fondata nel 1980 come Science Systems e le sue azioni furono quotate all'Alternative Investment Market nel 1997. Ha acquisito CODA, una compagnia di software, nel 2000, la quale fu scorporata nel 2006. Nel 2002 l'holding del gruppo fu rinominata CODASciSys plc.
Nel 2007, SciSys ha acquistato una compagnia tedesca privata con sede a Darmstadt, la VCS AG. La VCS produce software, sistemi computerizzati, sistemi per telecomunicazioni via radioaudizioni circolari e satelliti per settori pubblici e privati.
Sedi
- Regno Unito
  - Chippenham
  - Bristol
  - Reading
- Germania
  - Darmstadt